# Los Angeles Galaxy
O LA Galaxy, originalmente conhecido como Los Angeles Galaxy, é um clube estadunidense de futebol sediado em Carson, Califórnia. Fundado em 1994, o clube é propriedade da Anschutz Entertainment Group. O clube é um dos fundadores da Major League Soccer, onde atua pela Conferência Oeste.
O LA Galaxy é um dos clubes mais condecorados dos Estados Unidos e da Major League Soccer, sendo o recordista de troféus da MLS Cup com seis títulos, do Supporters' Shield com quatro títulos e da Conferência Oeste com nove títulos. O clube também detém duas conquistas da U.S. Open Cup. A nível internacional, o clube venceu a Copa dos Campeões da CONCACAF em 2000.
O clube é reconhecido internacionalmente por ter contado com craques como David Beckham, Steven Gerrard, Robbie Keane, Zlatan Ibrahimovic, Landon Donovan e Cobi Jones em seu elenco. O LA Galaxy possui intensas rivalidades com o San Jose Earthquakes, com quem disputa o California Clásico, e com os vizinhos Los Angeles FC, com quem faz o El Tráfico.

## História

### Primeiros anos (1996–2000)

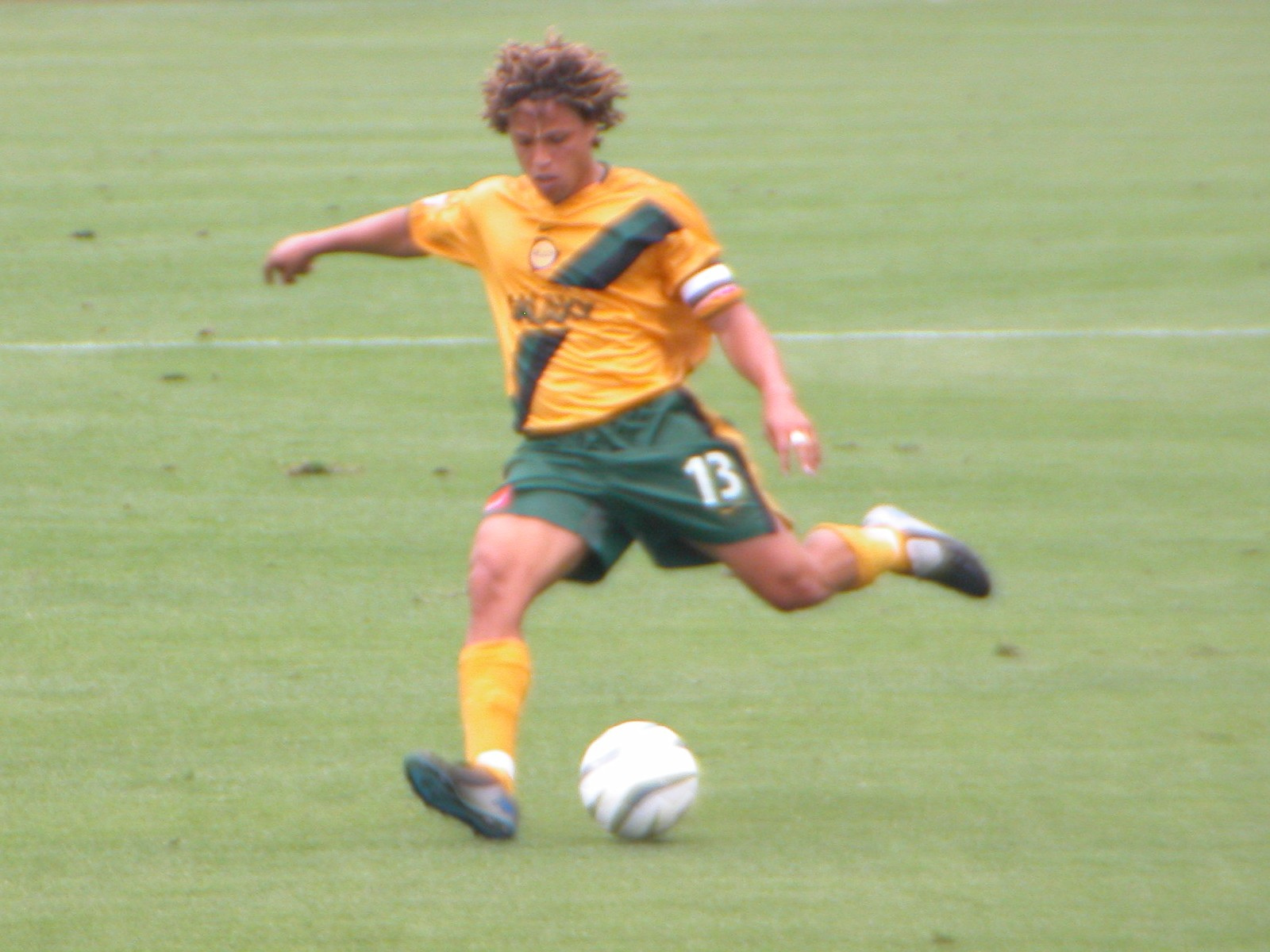
Cobi Jones jogou pelo clube desde sua temporada inaugural até sua aposentadoria em 2007

Em 15 de junho de 1994, a Major League Soccer anunciou as sete primeiras franquias da liga. Das 22 cidades que estavam concorrendo, foram escolhidas Boston, Columbus, Los Angeles, Nova Iorque/Nova Jersey, San Jose e Washington, D.C. O time foi nomeado como Galaxy em referência a grande quantidade de estrelas de cinema e celebridades presentes no bairro de Hollywood.
Na temporada inaugural da Major League Soccer, o Galaxy terminou em primeiro da Conferência Oeste, e após eliminar o San Jose Clash e o Kansas City Wizards, o clube foi eliminado para o 	D.C. United na MLS Cup. Em 1999 novamente é derrotado para o D.C. United na MLS Cup, após eliminar o Colorado Rapids e o Dallas Burn nos playoffs.
No ano de 2000, o clube conquista o seu primeiro título internacional do clube, a Copa dos Campeões da CONCACAF de 2000. Após derrotar o Real Club Deportivo España e o D.C. United no mata-mata, o Galaxy derrotou o Club Deportivo Olimpia, de Honduras em Los Angeles, pelo placar de 3 a 2. Foi a primeira e única equipe dos Estados Unidos e da Major League Soccer até agora a conquistar a competição.
Com o título da competição, o Los Angeles Galaxy ganhou o direito de disputar o Mundial de Clubes da FIFA de 2001. Porém, com a falência da ISL, empresa parceira da FIFA, o campeonato foi cancelado e o Galaxy perdeu a oportunidade de ser a primeira equipe norte-americana e da MLS a participar dessa competição.[carece de fontes?]

### Primeiros títulos nacionais (2002–2006)
A temporada de 2002 começou com incertezas sobre a continuidade da MLS. Em crise, a liga havia anunciado a extinção de duas equipes, Miami Fusion FC e Tampa Bay Mutiny. E nesse contexto complicado da liga, o Galaxy consegue conquistar pela segunda vez a Supporters' Shield e pela primeira vez a MLS Cup. Após ficar em primeiro da Conferência Oeste, conquistando assim a MLS Supporters' Shield, e eliminar o Kansas City Wizards e o Colorado Rapids nos playoffs, o clube enfrentou o New England Revolution na decisão, reeditando a final da US Open Cup do ano anterior, na qual o Galaxy saiu vitorioso. No jogo da MLS Cup, o Galaxy venceu o New England Revolution por 1x0 e conquistou o título.
Em 2005 o Galaxy contrata Landon Donovan, atacante que estava no San José Earthquakes. Donovan ficou na equipe entre 2005 e 2014, retornando em 2016 e marcando 141 gols nesse período, se tornando o maior artilheiro da história do clube.
Logo no começo de 2006, o Galaxy foi negativamente surpreendido quando o seu diretor técnico, Doug Hamilton, sofreu um ataque cardíaco aos 43 anos, no avião quando o time viajava para enfrentar o Deportivo Saprissa pela Liga dos Campeões da CONCACAF.

### Era Beckham (2007–2012)

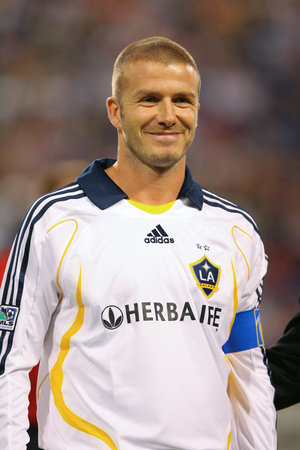
David Beckham no Los Angeles Galaxy em 2007

Em 11 de Janeiro de 2007, o Los Angeles Galaxy anunciou a contratação do jogador do Real Madrid David Beckham. Foi a maior contratação de um time da Major League Soccer até então.
Com a assinatura deste contrato e com outros contratos publicitários, David Beckham tornou-se um dos futebolistas mais bem pagos do mundo. O contrato foi de cinco anos e foi acordado um valor de transferência de U$ 250 milhões, salário de U$ 6,5 milhões anuais e o direito de comprar futuramente uma franquia na Major League Soccer, o que se concretizou com a compra da franquia de Miami em 5 de fevereiro de 2014.
A contratação do David Beckham foi tão fora do teto salarial da MLS que a liga teve que criar uma regra de exceção para a contratação ser realizada, a Regra do Jogador Designado, também conhecida como a Regra do Beckham.
Em 14 de maio, o Galaxy também anunciou oficialmente a contratação do defensor português Abel Xavier, que fez sua estréia em 17 de junho na vitória do Galaxy sobre o Real Salt Lake por 3 a 2 com atuação elogiada.
A estreia do Beckham foi no dia 21 de julho em um amistoso contra o Chelsea. Com um público de 35.000 espectadores, maior da história do Home Depot Center até então, o Chelsea venceu por 1x0.
Em 15 de agosto, Beckham marcou seu primeiro gol pelo Galaxy na vitória de 2 a 0 de sua equipe sobre o DC United na disputa da SuperLiga Norte-Americana. Com a vitória, o Los Angeles Galaxy ganhou o direito de decidir, em 29 de agosto, a primeira final da primeira Superliga contra a equipe mexicana Pachuca. Porém perdeu o título na cobrança de penaltis, por 4 a 3, após um empate no tempo normal em 1 a 1.
Em 2008, participou do primeiro Campeonato Pan-Pacífico, em Honolulu, porém foi derrotado pela equipe japonesa do Gamba Osaka e ficou fora da grande final. Mas, ainda assim, obteve o terceiro lugar ao derrotar o Sydney FC.
Na temporada de 2009 surgiu a primeira oportunidade de Beckham conquistar seu primeiro título pelo Galaxy. A equipe se classificou para a MLS Cup, mas foi superado nos pênaltis pela equipe do Real Salt Lake. O primeiro título de Beckham no Los Angeles Galaxy foi a MLS Supporters' Shield, conquistada em 2010 sendo bicampeão em 2011. Nesse mesmo ano conquistou o mais importante título do futebol estadunidense, a MLS Cup.
Em novembro de 2012, Beckham anunciou que deixaria o clube ao final da temporada. Seu último jogo pelo Los Angeles Galaxy foi a MLS Cup de 2012 contra o Houston Dynamo. Com a vitória de 3x1, o Beckham ainda se despediu com o título da competição.

## Estádio

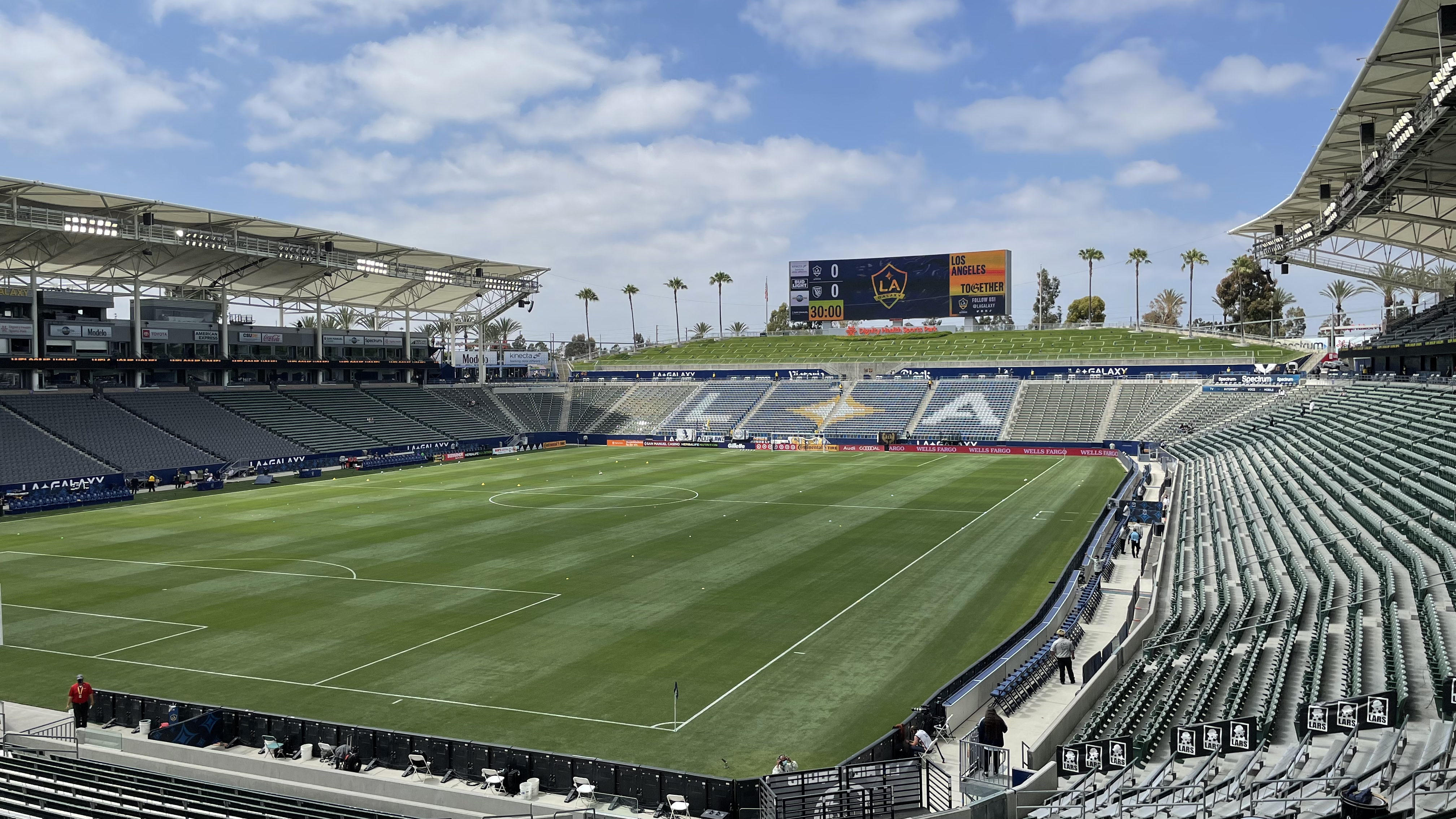
Dignity Health Sports Park, o estádio onde o LA Galaxy manda os seus jogos.

Entre 1996 e 2002, o Galaxy jogou seus jogos como mandante no estádio Rose Bowl, em Pasadena. O clube ainda utilizava o Titan Stadium, da Universidade do Estado da Califórnia em Fullerton durante alguns jogos da U.S. Open Cup, incluindo a final vencida em 2001. Desde 2003, manda suas partidas no Dignity Health Sports Park (anteriormente conhecido como Home Depot Center, e depois StubHub Center). Com 27.000 lugares, o estádio é localizado dentro da Universidade do Estado da Califórnia. Entre 2005 e 2014, dividiu o estádio com o Chivas USA.
| Estádio                    | Localização | Período                               |
| -------------------------- | ----------- | ------------------------------------- |
| Rose Bowl                  | Pasadena    | 1996–2002                             |
| Titan Stadium              | Fullerton   | 1999–2011 (10 jogos na U.S. Open Cup) |
| Dignity Health Sports Park | Carson      | 2003–presente                         |

## Rivalidades
O Los Angeles Galaxy tem clássicos contra o Los Angeles FC e o San José Earthquakes. Entre 2005 e 2014 também disputou um clássico contra o Club Deportivo Chivas USA.

### El Tráfico
O El Tráfico são os confrontos do Los Angeles Galaxy contra o Los Angeles Football Club. O clássico é realizado desde 2018 e recebeu esse nome por causa do engarrafamento presente em Los Angeles, considerado um dos piores do mundo.

### California Clásico
O California Clásico são os confrontos do Los Angeles Galaxy contra o San José Earthquakes. O clássico é realizado desde 1996 e recebeu esse nome por ser considerado por muitos o maior clássico da Califórnia.

### SuperClasico
O Honda SuperClasico são os confrontos do Los Angeles Galaxy contra o Club Deportivo Chivas USA. O clássico é realizado desde 1996 e recebeu esse nome em referência ao Súper Clásico mexicano.

## Símbolos

### Uniformes
| 1996 | Ver evolução | Atual |

## Títulos
| CONTINENTAIS   | CONTINENTAIS                  | CONTINENTAIS | CONTINENTAIS                                          |
|                | Competição                    | Títulos      | Temporadas                                            |
| -------------- | ----------------------------- | ------------ | ----------------------------------------------------- |
|                | Liga dos Campeões da CONCACAF | 1            | 2000                                                  |
| NACIONAIS      |                               |              |                                                       |
|                | Competição                    | Títulos      | Temporadas                                            |
|                | MLS Cup                       | 6            | 2002, 2005, 2011, 2012, 2014 e 2024                   |
|                | Supporters' Shield            | 4            | 1998, 2002, 2010 e 2011                               |
|                | U.S. Open Cup                 | 2            | 2001 e 2005                                           |
| REGIONAIS      |                               |              |                                                       |
|                | Competição                    | Títulos      | Temporadas                                            |
| Estados Unidos | Conferência Oeste             | 9            | 1996, 1999, 2002, 2005, 2009, 2011, 2012, 2014 e 2024 |

 Campeão invicto

### Outros torneios
- California Clásico: 1996, 1998, 1999, 2000, 2002, 2003, 2004, 2008, 2009, 2011, 2013, 2014
- Puerto Rico MLS-USL Challenge: 2007
- Honda SuperClasico: 2005, 2006, 2008, 2009, 2010, 2011, 2012, 2013, 2014
- Hyundai Club Challenge: 2011
- Desert Diamond Cup: 2012
- MLS Fair Play Award: 2013
- Central California Cup: 2014

## Estatísticas

### Participações
|  | Participações em 2020 |

| Competição     | Competição                    | Temporadas | Melhor campanha                              | Estreia | Última  | P | R |
| Estados Unidos | Major League Soccer           | 25         | Campeão (2002, 2005, 2011, 2012, 2014, 2024) | 1996    | 2022    |   |   |
| Estados Unidos | Lamar Hunt U.S. Open Cup      | 22         | Campeão (2001, 2005)                         | 1999    | 2020    |   |   |
|                | Liga dos Campeões da CONCACAF | 10         | Campeão (2000)                               | 1997    | 2015–16 |   |   |

## Elenco atual
Última atualização: 9 de fevereiro de 2025.